# Daniel Sedin
Daniel Hans Sedin (Örnsköldsvik, 26 settembre 1980) è un ex hockeista su ghiaccio svedese professionista che giocava nel ruolo di ala sinistra.

## Biografia
Nella sua carriera ha vestito le maglie di due sole squadre: gli svedesi del Modo Hockey (1997-2000 e 2004-2005) e la squadra canadese della National Hockey League dei Vancouver Canucks (2000-2004 e 2005-2018), che lo avevano scelto al draft 1999. 
Ha un fratello gemello di nome Henrik, con cui ha condiviso l'intera carriera.

## Palmarès

### Nazionale
- Giochi olimpici invernali:

: Torino 2006
: Soči 2014
- Campionato mondiale di hockey su ghiaccio:

: 2013
: 1999 e 2001

#### Giovanili
- Campionato europeo di hockey su ghiaccio Under-18:

: 1997

### Individuale
- Guldpucken: 1

1998-1999
- Art Ross Trophy: 1

2010-2011
- Ted Lindsay Award: 1

2010-2011
- NHL All-Star Team: 2

2009-2010 (Second All-Star Team), 2010-2011 (First All-Star Team)
- NHL All-Star Game: 3

2010-2011, 2011-2012, 2015-2016